# Atlético Madryt (piłka siatkowa)
Atlético Madryt – hiszpański klub siatkarski z siedzibą w Madrycie, istniejący w latach 1966–1984.

## Historia
Sekcja siatkówki Atlético Madryt została założona przez prezydenta Vicente Calderóna w 1966 roku. Drużyna siatkarska powstała w wyniku wchłonięcia przez Atlético istniejącego już zespołu Salesianos. W sezonie 1966/1967 zespół zaczął występować w siatkarskiej Segunda División. Już po roku gry wywalczył jej mistrzostwo i awansował do Primera División. W 1967 roku dodatkowo dotarł do finału siatkarskiego Pucharu Hiszpanii, w którym przegrał z CD Hispano Francés. W debiutanckim sezonie 1967/1968 Atlético zajęło 3. miejsce i ponownie wystąpiło w finale pucharu. W 1969 roku zespół został mistrzem Hiszpanii, a w 1970 roku wywalczył dublet. W 1972 roku po raz kolejny wywalczył Puchar Hiszpanii, a w latach 1974–1975 – kolejne dublety. Po sezonie 1976/1977 drużyna została rozwiązana i przez kolejne lata rywalizowała jedynie w lidze juniorów. Seniorzy ponownie wystąpili w sezonie 1983/1984, ale już po roku zlikwidowano wszystkie kategorie wiekowe siatkarskiego teamu Atlético.

## Sukcesy
- Liga hiszpańska:

Mistrzostwa (5): 1969, 1970, 1971, 1974, 1975
- Copa del Rey:

Zwycięstwa (5): 1970, 1971, 1972, 1974, 1975